# Timoixina
Timoixina (en rus: Тимошина) és un poble de l'óblast de Sverdlovsk, a Rússia, segons el cens del 2010 tenia 17 habitants.